# Szustruj (rzeka)
Szustruj (ros. Шуструй) – rzeka w Mordowii w Rosji, prawy dopływ Windrieja (dorzecze Mokszy). Długość rzeki wynosi 42 km, a powierzchnia rozlewni – 418 km².
Szustruj ma swoje źródła w pobliżu wsi Mała Iwanowka w rejonie kowyłkińskim, zaś ujście w okolicach wsi Kulikowo w rejonie torbiejewskim.